# Lapa (Rio de Janeiro)
Lapa est un quartier de Rio de Janeiro situé entre Santa Teresa et le Centre. On y trouve notamment les fameuses arches de Lapa sur lesquelles passent le Bonde Elétrico. Ces arches sont un ancien aqueduc qui fut reconverti avec l’arrivée du tramway. C’est l’un des quartiers les plus animés en fin de semaine avec beaucoup de musique dans les bars et sur la place qui jouxte les arches. On peut y écouter de la samba, du forró, de la Música Popular Brasileira mais également la musique électronique et le rock 'n' roll. Au cours des dernières années, la région s'est imposé comme une destination incontournable pour les touristes étrangers dans la ville.

## Histoire
L'Aqueduc Carioca a été construit en 1723 pendant la période du Brésil colonial et avait pour objectif transporter de l'eau de la rivière Carioca au centre-ville. Le travail aiderait à résoudre l'ancien problème de manque d'eau. Études pour amener les eaux de la rivière Carioca à la ville ont commencé dans les premières années du XVIIe siècle, mais les travaux d'installation des conduites d'eau à Rio de Janeiro n'ont commencé qu'un siècle plus tard. Depuis 1896, les Arches de Lapa (Arcos da Lapa) servent de route pittoresque au tramway électrique qui monte la colline Santa Teresa.

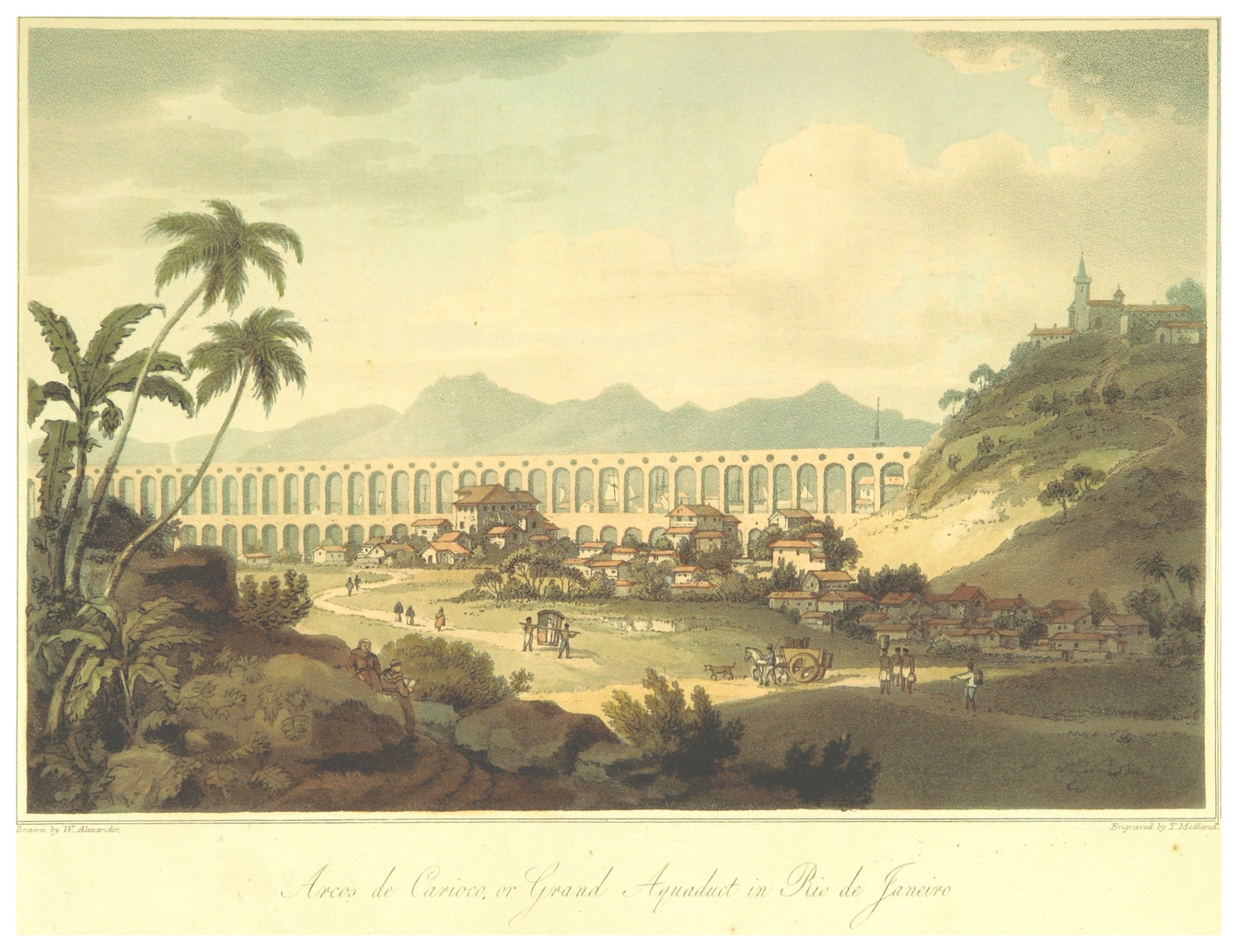
L'Aqueduc Carioca en 1792

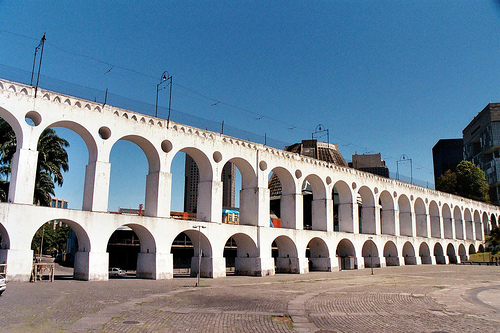
Arcos da Lapa

Plusieurs personnalités liées à la vie culturelle de Rio de Janeiro et du Brésil y ont vécu, notamment Machado de Assis, Carmen Miranda, Manuel Bandeira, Jorge Amado et Heitor Villa-Lobos.

## Activités culturelles
Le quartier est, aujourd'hui, un point de référence absolu pour les amateurs de la vie nocturne. Le quartier dispose d'une grande variété de bars, restaurants, boîtes de nuit et pubs thématiques qui répondent à tous les goûts, disposés tout au long de ses treize rues. Il est connu comme le « berceau » de la vie bohème de Rio. Dans le cadre de l'effervescence actuelle du quartier, quinze nouveaux espaces ont été ouverts en 2009 seulement.

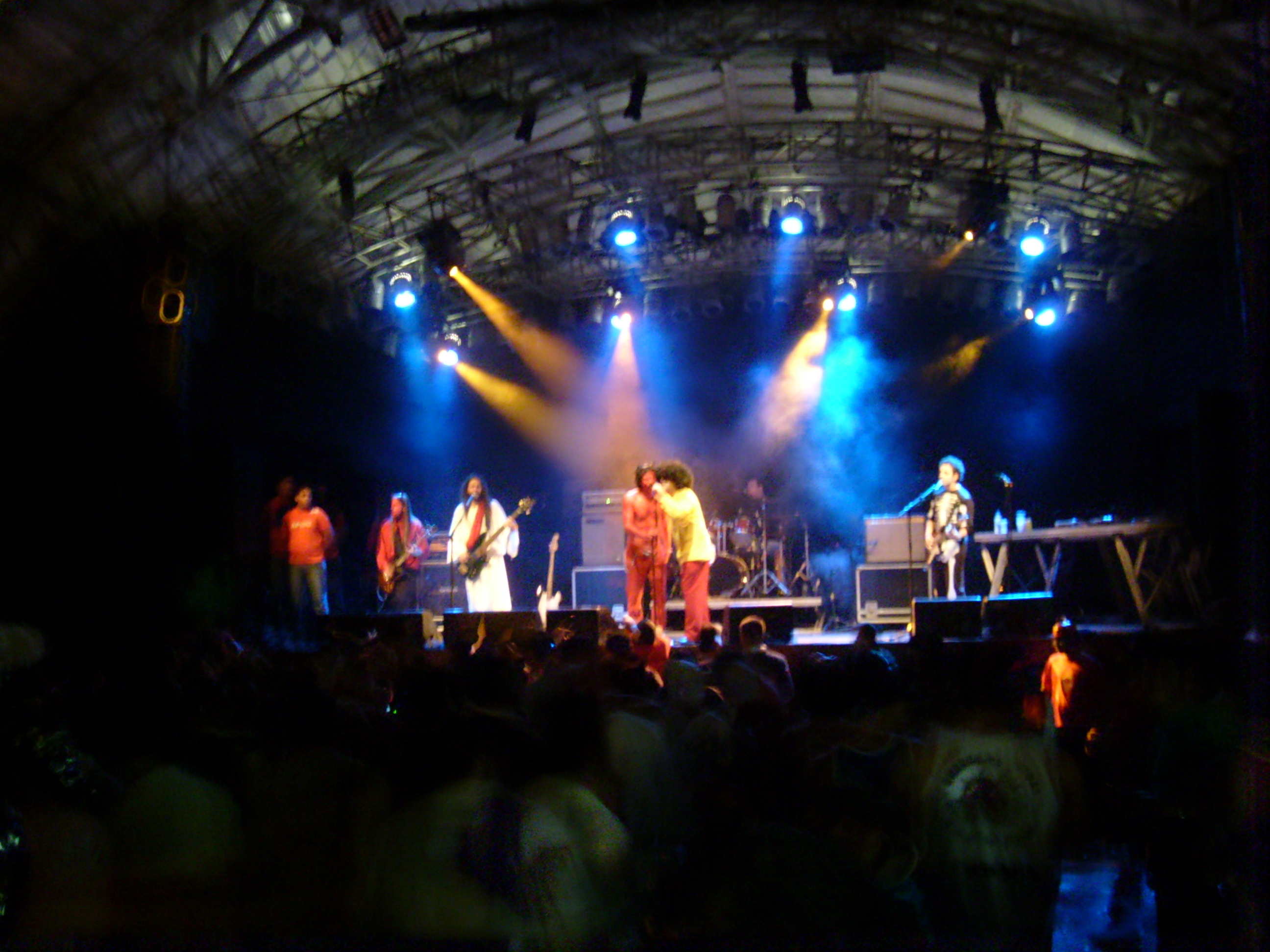
Circo Voador

Le quartier offre plusieurs espaces dédiés à la samba où les amateurs du style se réunissent pour profiter des groupes qui y offrent des concerts. Pour le public amoureux du rock, le quartier dispose de deux grandes et célébrés salles de concerts : le Circo Voador et la Fundição Progresso. Le Circo Voador a eu sa première adresse sur les sables de la plage Arpoador à Ipanema en 1982, où le cirque a existé pendant trois mois, au cours desquels diverses activités artistiques se sont développées. Cependant, en raison de son emplacement dans l'un des sites touristiques les plus célèbres de la ville, la mairie a décidé de le démonter et de lui enlever la structure. La Ville a offert à ses organisateurs un terrain vague en face des Arcos da Lapa où le Circo Voador a été installé de façon permanente. 
Le quartier est le plus grand bastion de la culture punk et alternative de la ville, ayant reçu plusieurs artistes importants qui y se sont présentés: Ramones, Fugazi, Cat Power, Lee Perry, Interpol, Teenage Fanclub, Bloc Party, Nada Surf, Primal Scream, Happy Mondays, Mudhoney, Morrissey, Two Door Cinema Club, Sepultura, Concrete Blonde, Misfits, Bad Religion, Tame Impala, Bob Mould, Beach House, Gossip, Soulfly, Story of the year, The Breeders, Explosions in the Sky,  Belle and Sebastian, Air, Stephen Malkmus and the Jicks, Super Furry Animals, Marilyn Manson, Motörhead, Hot Chip, Grizzly Bear, Feist, Dirty Projectors, The Downtown Fiction, Of Montreal, The Kooks, Mogwai, Manu Chao, Mouse on Mars, The Ting Tings, The Vaccines, Thurston Moore, Thievery Corporation, Bombay Bicycle Club, The National, Kate Nash, Vampire Weekend, Peter Hook, Pennywise, Girls, Sébastien Tellier, Beirut, The Magic Numbers.
On y trouve également l'Escalier Selarón (Escadaria Selarón), œuvre d'un artiste du Chili exilé à Rio, Jorge Selarón. Il s'agit, selon lui, d'un travail "vivant et mutant" sur 125 mètres d'escaliers, avec ses 215 marches, qui ont été décorées par l'artiste Selaron, avec plus de deux mille carreaux aux couleurs du drapeau brésilien. Selaron s'occupait de l'entretien de l'échelle jusqu'à sa mort en 2013, et y remplaçant continuellement les mosaïques. Il a servi comme sujet principal d'articles de journaux et de programmes de télévision du monde entier, et a été le décor de plusieurs vidéos de musique et même pour l'édition américaine de Playboy. « Je n'oublierai jamais le jour où un mannequin américain a posé nue sur mon travail », a déclaré Selarón. Le travail a figuré dans de nombreux magazines célèbres, des journaux, des émissions de voyage, des documentaires et des publicités, comme National Geographic Channel, American Express, Coca-cola, Corn Flakes de Kellogg, Time Magazine. Il a été également présenté dans de nombreux clips vidéo (Snoop Dogg et U2). Il est également considéré comme une attraction touristique emblématique de Rio de Janeiro où des voyageurs dans tout le monde vont tous les jours. En 2009, les escaliers ont été présentés dans le clip des jeux Olympiques de 2016 "La Passion nous unit".